# Infierno, canto vigesimonoveno

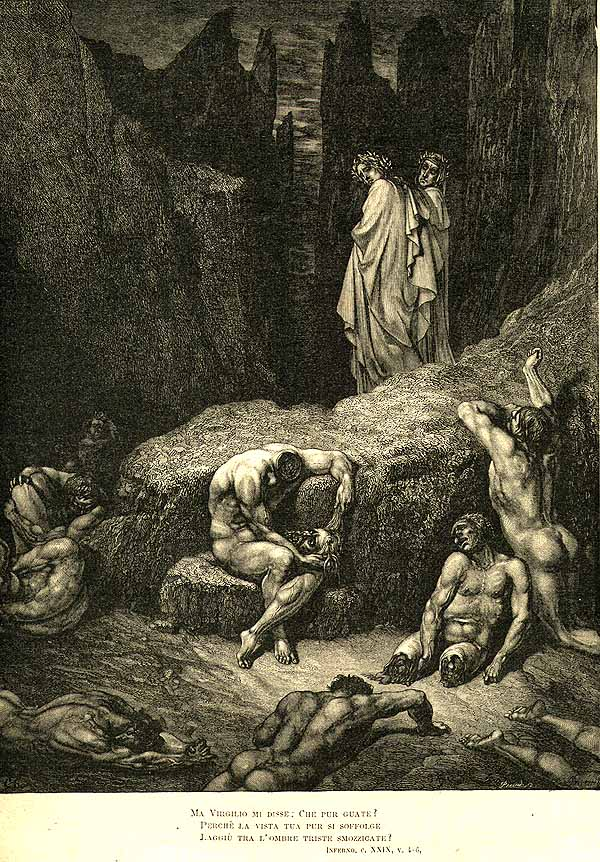
Virgilio reprocha a Dante, ilustración de Gustave Doré.

El canto vigésimo noveno del Infierno de Dante Alighieri se sitúa en la novena y décima fosa del octavo círculo, donde son castigados respectivamente los sembradores de discordia y los falsificadores. Estamos en la tarde del 9 de abril de 1300 (Sábado Santo), o según otros comentadores del 26 de marzo de 1300.

## Incipit
Canto XXIX, ove tratta de la decima bolgia, dove si puniscono i falsi fabricatori di qualunque opera, e isgrida e riprende l'autore i Sanesi.

## Análisis del canto

### Geri del Bello - versos 1-36
El canto sigue describiendo la fosa de los sembradores de discordia, en la cual Dante interactuó por ahora con cinco condenados. Toda esta gente y el horror de las heridas (la pena está en que los diablos les dividen el cuerpo, así como ellos dividieron a las personas en vida) llenaron de lágrimas los ojos de Dante tanto que estaba por estallar en llanto.
Virgilio entonces lo incita (perífrasis): “¿Qué ves? ¿Por qué tus ojos se detienen todavía allí donde están las sombras tristes mutiladas? En las otras fosas no hiciste así… ¿Querés ver las veintidós millas de esta fosa? ¿No sabes que la luna está a nuestros pies (en las antípodas, por lo tanto, debe ser un hora después del zenit porque la luna retrasa cada día 50 minutos sobre el sol, entonces son la 1 de la tarde) y que queda poco tiempo para ver todo?”.
Dante, encaminándose, por la primera vez parece resentido hacia Virgilio y se justifica diciendo que si el maestro hubiese considerado la razón por la cual él tardaba, quizás le habría concedido un poco más de tiempo. En efecto, Dante tiene razón en creer que en aquella fosa se esconde un pariente suyo, pero Virgilio corta en seco porque también en esta oportunidad ya había entendido la situación: Dante no debe pensar en aquel condenado, pero él ya estaba presente, a los pies del puente, mirando a Dante y lo señalaba marcándolo con el dedo, además Virgilio había escuchado su nombre: Geri Del Bello. Esto sucedió mientras Dante estaba ocupado con aquel que ya tuvo Altaforte (Bertran de Born, señor de Hautefort, encontrado al final del canto precedente), así que él no notó a su pariente y por eso se fue.
Dante sabe después de todo que Geri es desdeñoso (está lleno de ira) porque su muerte violenta no había sido todavía vengada por ningún Alighieri, por esto se había ido sin decir alguna palabra: pero esto hizo que Dante sintiese todavía más piedad.
Dante creía firmemente en el pacto de sangre que une a la familia y, a pesar de la deprecación en el canto precedente del consejo de Mosca dei Lamberti y si bien no fuese particularmente propenso hacia la venganza privada, reconocía la legitimidad (como hacían después de todo los estatutos comunales de la época). Forese Donati después, en uno de los tercetos de la tensión poética con Dante donde se acusan e injurian entre sí, reprochaba a Dante la cobardía, consecuencia quizás de la perplejidad de Dante acerca del deber de la venganza familiar.
Las noticias históricas no son muchas, pero parece que este tío lejano (primo del padre de Dante), fue asesinado por un miembro de la familia Sachetti alrededor del 1280: son fundamentales las noticias dadas por los hijos de Dante, Jacopo y Pietro. Según Benvenuto da Imola habría existido la venganza, pero solo hacia el 1310 cuando ya habían pasado treinta años de la muerte de Geri. Solo muchos años después se conoce un documento de repacificación entre los Alighieri y los Sacchetti (1342). Dante parece aceptar este reproche, pero no parece sentir sentimientos de culpa: él de hecho tiene piedad hacia el familiar, pero no hay traza alguna de remordimiento personal.

### La décima fosa de los falsificadores - vv. 37-72

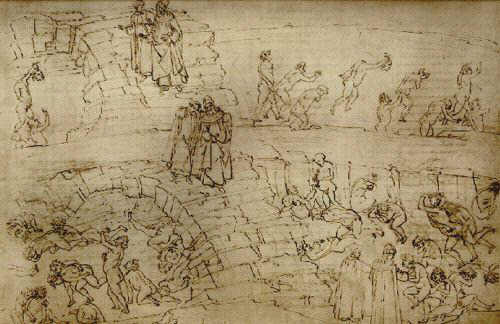
Sandro Botticelli, la fosa de los alquimistas

Hablando así con Virgilio, Dante llega a la orilla de la próxima fosa y la primera impresión que recibe es auditiva: lamentos fortísimos que golpean la piedad como flechas con punta de hierro, tanto que Dante debe cubrirse las orejas con las manos.
De nuevo Dante hace una similitud hipotética (después de aquella de los mutilados de las guerras del sur de Italia en Inf. XXVIII 7-21), es decir, por una suma de imágenes que a pesar de que se sumen no serían suficientes para representar el horror de la fosa: Dante cita los hospitales de Val di Chiana, de Cerdeña y de Maremma en los meses de verano, zonas infectadas de malaria, cual olor no se comparaba al del infierno. Mientras baja la vista se vuelve nítida y puede discernir los enfermos: los falsificadores, castigados por la inefable justicia de Dios. Para describir el dato visible Dante hace otra similitud, esta vez tomada del repertorio clásico (la continua mezcla de personajes, figuras, temas y estilos del mundo clásico, mitológico, bíblico y contemporáneo será la característica más destacada de esta fosa): como en las metamorfosis de Ovidio, Dante recuerda la peste de Egina, que golpeó a todo el pueblo de la isla griega, comprendidos los animales, a excepción del rey Éaco, quien pidió después a Júpiter de transformar las hormigas en hombres, de ahí surgió los llamados Mirmidones, raza de Aquiles por su línea paterna, así en esta décima y última fosa había pilas de enfermos.
Había de hecho personas tiradas encima de otros, algunas sobre el vientre, otras sobre las espaldas y otros a tierra. No se podían levantar y los dos poetas caminaban entre ellos sin hablar.
Sobre el contrapaso de esta fosa no se logró encontrar una relación precisa unívoca: la más aceptada es que como los falsificadores alteraron la materia y su apariencia, así ellos ahora son alterados y contagiados por enfermedades.

### Los alquimistas - vv. 73-139

#### Griffolino d'Arezzo - vv. 73-120

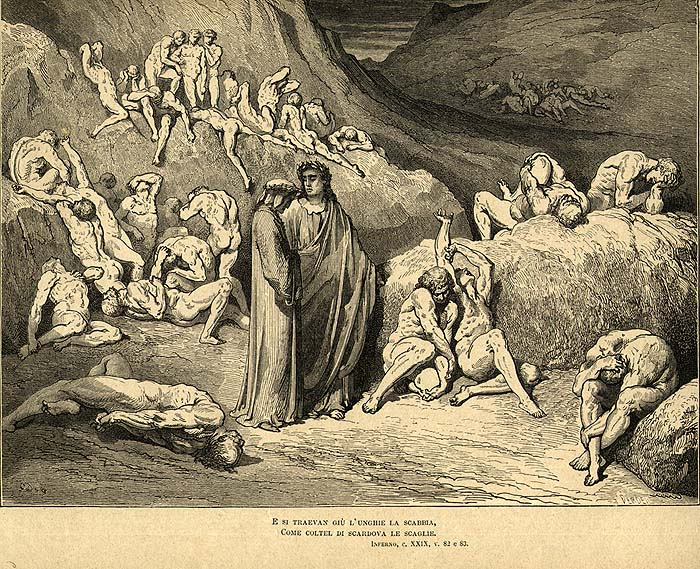
Los falsificantes, Gustave Doré

La atención del poeta es atraída por dos condenados, uno apoyado sobre el otro como dos tejas se ponen a cocer (la primera de las similitudes domésticas que caracterizan el estilo de esta canto como cómico-realista), lleno de roñas de pies a cabeza. Se rascaban con el mordido de las uñas con tal rapidez como nunca se vio a un mozo rascando un caballo esperando a su señor, ni establero que quiere ir presto a dormir. La sarna rascada salía afuera como las escamas del escaro (pez de los Cyprinidae, familia de las carpas) o de otro pez con escamas aún más grandes.
Virgilio se dirige a uno de los dos con un vocativo y con una plegaria según las reglas retóricas de la captatio benevolentiae: (perífrasis) “Oh, tú que te rascas la comezón con las uñas de tus manos, y a veces los usas como tenazas, dinos si hay algún italiano aquí, y que puedan bastarte las uñas en eterno para este trabajo”.
El condenado responde que él y su compañero son latinos, pero antes pide a Virgilio quién es él. A esta pregunta Virgilio responde, más sintético que en el episodio de Mahoma del canto precedente, pero enfatizando que Dante está vivo, noticia que también aquí causa estupor, tanto que los dos condenados se separan y se dirigen a él temblando, ya sea causa de su sorpresa o de su enfermedad.
Después de la presentación Dante tiene el campo libre e, invitado por Virgilio a hablar, pide a los dos de presentarse, para que la fama de ellos en el mundo no se apague.
El primero, que se presenta como arecino es, según los antiguos comentadores, un tal Griffolino d'Arezzo, quemado vivo en la hoguera por hechicería por Albero de Siena, pero no por esto se encuentra en la décima fosa. Narra que, habiendo dicho por juego de saber levantarse en vuelo, fue tomado en serio por el propio Albero, un noble sienés con deseos impetuosos, pero muy poco o, para colmo, ningún discernimiento, que le pidió a enseñarle a volar como Dédalo. Más, al no lograrlo y al darse cuenta de ese mismo engaño, lo hizo quemar vivo en la hoguera por el obispo de Siena que lo amaba como a un hijo. Concluye después diciendo que la verdadera razón por la cual se encuentra en la fosa es porque en el mundo fue un alquimista. La historia es contada con el discurso directo, también aquí es a causa de los cánones de un estilo cómico-realista.

#### Capocchio da Siena y la vanidad de los sieneses - vv. 121-139

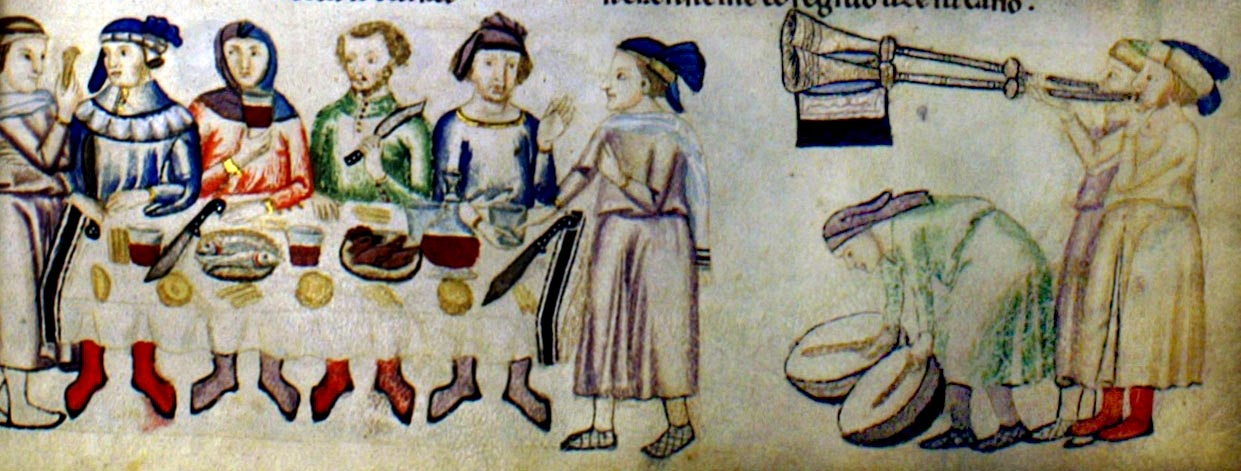
La brigata spendereccia miniatura del Codex Altonensis

Dante aprovecha la ocasión para lamentarse con Virgilio sobre si exista en el mundo gente más vanidosa que la de Siena, bien peores que los franceses, que tampoco gozan de buena fama. La de Dante no es una verdadera invectiva contra la ciudad (como en el caso de Florencia, Pistoya y después Pisa), más bien una polémica de chisme, contra la vanidosa megalomanía de algunos de sus ciudadanos. 
El segundo "leproso" (en verdad costroso) aprovechó lo dicho por Dante y dijo irónicamente de no contar a Stricca (¿Stricca di Giovanni de' Salimbeni?), tan sabio gastador, ni de su hermano Niccoló que descubrió el uso del clavos de clavel en la cocina y lo agregó a la huerta de la Siena vanidosa. Estas sugerencias son irónicas como el de Bonturo Dati a propósito de los estafadores de Lucca, y evidencian el tenor cómico del canto. Y el condenado sigue diciendo de no indicar tampoco a la brigada (la llamada "Brigata spendereccia", brigada derrochadora) que desperdició la viña y los poderes de Caccianemico d'Asciano y en la cual Abbagliato dio prueba de una mente prudente (sobrenombre de Bartolomeo dei Folcacchieri).
En la época en la que Dante escribía Siena era una de las ciudades más ricas de Europa, probablemente más que la misma Florencia, y causaban mucho escándalo los derroches que algunos ciudadanos riquísimos se permitían. No es casualidad que uno de los pecadores citados entre los derrochadores (Infierno XIII, vv. 118-121) fuese de Siena, Lano da Siena.
En este punto el segundo condenado se presenta como Capocchio, un personaje del cual se tiene muy poca información, y que él mismo se define como falsificador de metales con la alquimia.

y has de recordarte, si bien te advierto,

que yo fui de buena naturaleza simia.
vv. 138-139

Al cerrar el canto recuerda que, si Dante ha reconocido bien, se debería dar cuenta como fue "simio" por naturaleza (el simio era el animal imitador por excelencia, que imita al hombre) o de la naturaleza (con mayor probabilidad la segunda opción, por similitud con numerosos otros pasajes en el italiano antiguo en el cual "ser simia de" era una especia de frase hecha),